# 朱子文集
《朱子文集》是南宋朱熹的著作合集，一百卷。全名《晦庵先生朱文公文集》，也称为《朱子大全》。又有续集十一卷，别集十卷。
包括朱熹的各类诗文，有关论学和部分哲学著作。经过后人辑编，有《晦庵朱先生文集》、《晦庵先生集》、《朱子文集大全类编》等等不同的刻本，正集续集别集的卷数也多不一致。明朝嘉靖年间胡岳刻本较为完备。是研究朱熹思想的重要材料。